# Я — твой торт на день рождения
«Я — твой торт на день рождения» (иер. трад. 不道德的禮物, упр. 不道德的礼物, кант.-рус.: Бу дао де де ли ву, англ. I'm Your Birthday Cake) — гонконгская мелодрама с элементами комедии 1995 года режиссёра Ип Вайманя. Главные роли в фильме исполнили Чингми Яу, Экин Чэн, Ва Конг, Майкл Вон и Аманда Ли.
Фильм получил две номинаций на 15-й Гонконгской кинопремии.

## Сюжет
Шер (Чингми Яу) наследует фирму отца, которая прогорела, и на ней оказывается многомиллионный долг. Выход приходит неожиданным образом — её красоту высоко оценивает миллионер, который давно страдает импотенцией. Его брат Уотер (Экин Чэн) заключают сделку с Шер, согласно которой она станет любовницей её брата. Но вся загвоздка в том, что постепенно Уотер сам влюбляется в Шер.

## В ролях
- Чингми Яу — Шер Ло
- Экин Чэн — Уотер Лам
- Ва Конг[англ.]
- Майкл Вон — Хони Чан
- Аманда Ли[англ.] — Сорри

## Награды и номинации
| Награды                     | Награды                    | Награды              | Награды   |
| Кинопремия                  | Категория                  | Лауреат / претендент | Результат |
| --------------------------- | -------------------------- | -------------------- | --------- |
| 15-я Гонконгская кинопремия | Лучшая женская роль        | Чингми Яу            | Номинация |
| 15-я Гонконгская кинопремия | Лучшая операторская работа | Эндрю Лау            | Номинация |